# 劉源濬 (道光進士)
劉源濬（？年—？年），字曉川，順天府永清縣（今河北廊坊市永清縣）人。清朝政治人物。

## 生平
劉源濬之兄劉源灝，道光三年（1843年）進士，官至雲貴總督。劉源濬自幼穎異，善作文，受學於源灝。年十八，應童子試，一舉奪魁。道光十二年（1832年）中舉人，道光十五年（1835年）成進士，選庶吉士，散館授編修。道光二十四年（1844年），召對，授湖北荊州府知府，辦理江工、城工，政績卓異，加道銜。因目疾，乞休歸里。咸豐三年（1853年），太平軍大舉北伐，攻佔靜海、獨流，距離永清僅百里。劉源濬首倡團練，民得以安。